# Neoplanta Novi Sad
Neoplanta Novi Sad (code BELEX : NEOP) est une entreprise serbe qui a son siège social à Novi Sad, la capitale de la province de Voïvodine. Elle travaille dans le secteur agroalimentaire.

## Histoire

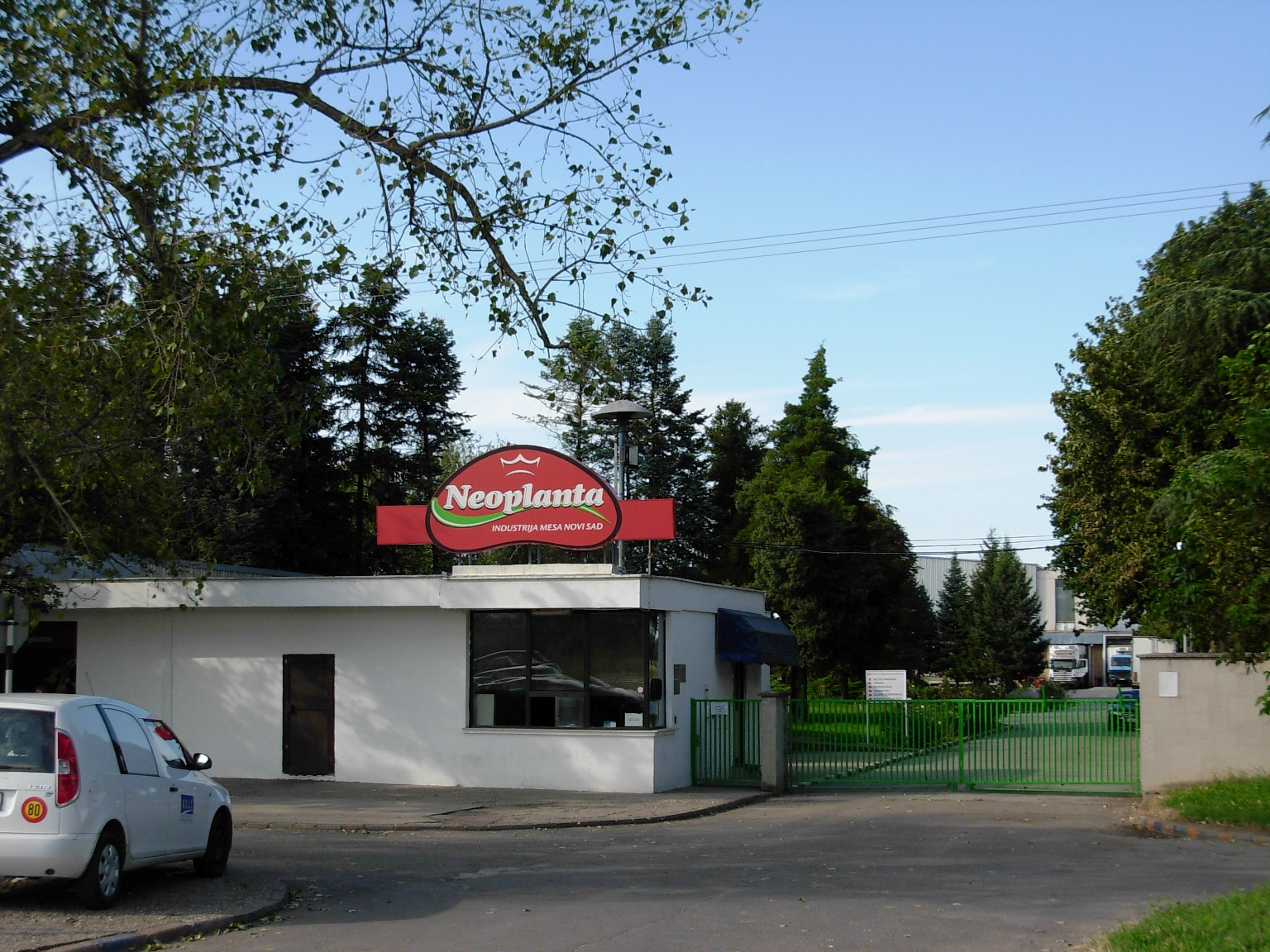
L'entrée de Neoplanta

L'origine de Neoplanta remonte à 1885. Neoplanta Novi Sad a été admise au marché non réglementé de la Bourse de Belgrade le 2 novembre 2007.

## Activités
Neoplanta Novi Sad produit de la charcuterie. Elle fabrique des pâtés à tartiner vendus sous la marque Patelina, des saucisses et des jambons en semi-conserves vendus notamment sous les marques Pipi, Gudi et Alpska,, des plats cuisinés sous la marque Prego, de la viande de porc séchée, du jambon séchés et du saucisson,, de la viande de porc ou de bœuf en conserve et en tranches,, ainsi que du porc et du bœuf frais,.
Neoplanta dispose d'un réseau de 27 points de vente en Serbie, notamment conçus pour la distribution de la viande de boucherie.

## Données boursières
Le 7 octobre 2013, l'action de Neoplanta Novi Sad valait 550 RSD (4,80 EUR). Elle a connu son cours le plus élevé, soit 2 000 RSD (17,48 EUR), le 12 novembre 2007 et son cours le plus bas, soit 151 RSD (1,32 EUR), le 22 novembre 2010.
Le capital de Neoplanta Novi Sad est détenu à hauteur de 99,74 % par des entités juridiques, dont 70,45 % par Nelt Co d.o.o., 14,65 % par Neregelija d.o.o. Podgorica, et 13,48 % par Neoplanta-Zajedno d.o.o..